# Playa de Beo
La playa de Beo está situada en el municipio de Malpica de Bergantiños (provincia de La Coruña, Galicia, España).

## Accesos
Se puede llegar a pie, desde el pueblo de Beo, o en coche, por la carretera AC-4307. Cuenta con algunas plazas de aparcamiento.
Dispone de un área recreativa con mesas y barbacoas.

## Galería

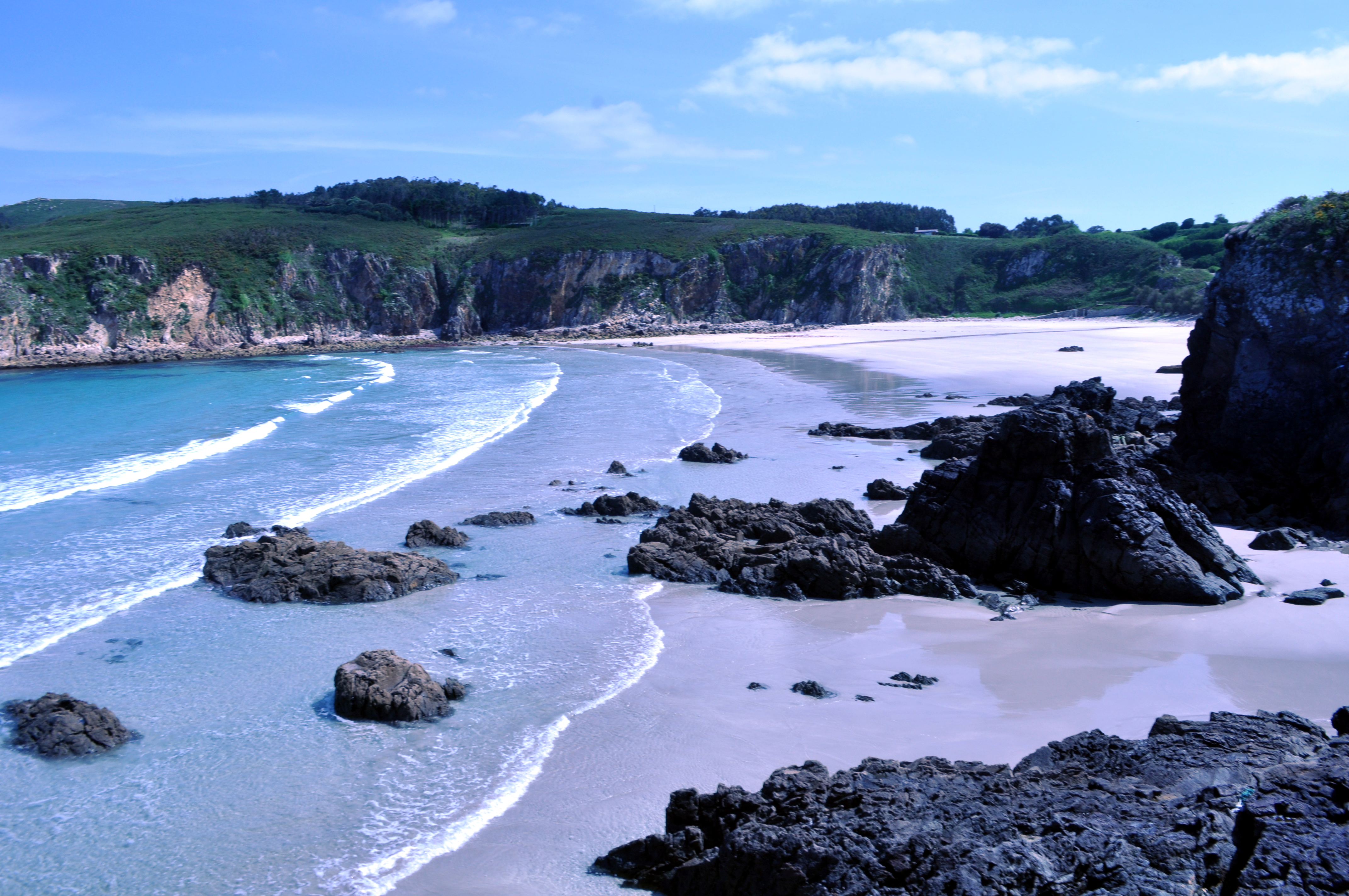
Vista de la playa.
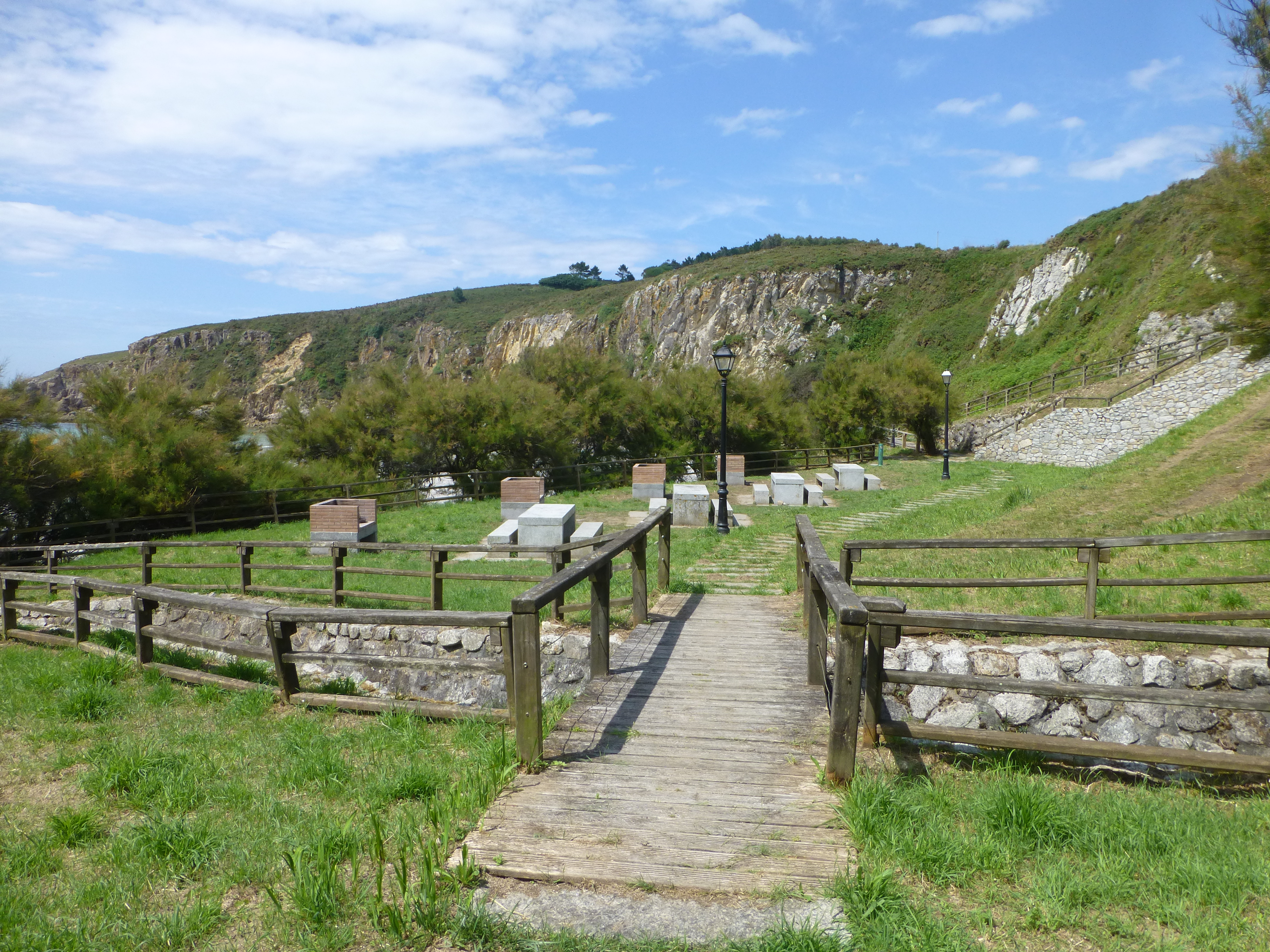
Área recreativa junto a la playa.